# Фахівець
Фахіве́ць, спеціаліст, професіонал, майстер (англ. master, foreman, expert, нім. Fachmann) — людина, що володіє спеціальними знаннями й навичками в будь-якій галузі, має певну спеціальність; людина, що добре знає будь-що; майстер своєї справи.